# Gehyra barea
Gehyra barea là một loài thằn lằn trong họ Gekkonidae. Loài này được Kopstein mô tả khoa học đầu tiên năm 1926.